# Edmund Adler
Edmund Adler (* 15. Oktober 1876 in Wien; † 10. Mai 1965 in Mannersdorf am Leithagebirge) war ein österreichischer Maler.

## Leben
Sein Vater, Heinrich Adler, stammte aus Kunemil (468 m n.m., ⊙) bei Deutschbrod in Böhmen, seine Mutter, Maria Magdalena Wiesinger, war eine Bauerntochter aus Zistersdorf.
Von 1892 bis 1896 lernte er an der Kunstschule für Lithografie bei Professor Würbel, bei dem er auch als Lithograf tätig war, und besuchte drei Jahre die Graphische Lehr- und Versuchsanstalt in Wien. Von 1894 bis 1903 studierte er an der Akademie der bildenden Künste Wien. Sein Lehrer war Professor Christian Griepenkerl. Im Abschlussjahr 1903 erhielt er von der Akademie den Rompreis, das Kenyon-Reisestipendium, welches mit einem Jahr Aufenthalt in Rom verbunden war (1903–1904). Er beschickte mehrfach Ausstellungen im Wiener Künstlerhaus (1903, 1904, 1923).

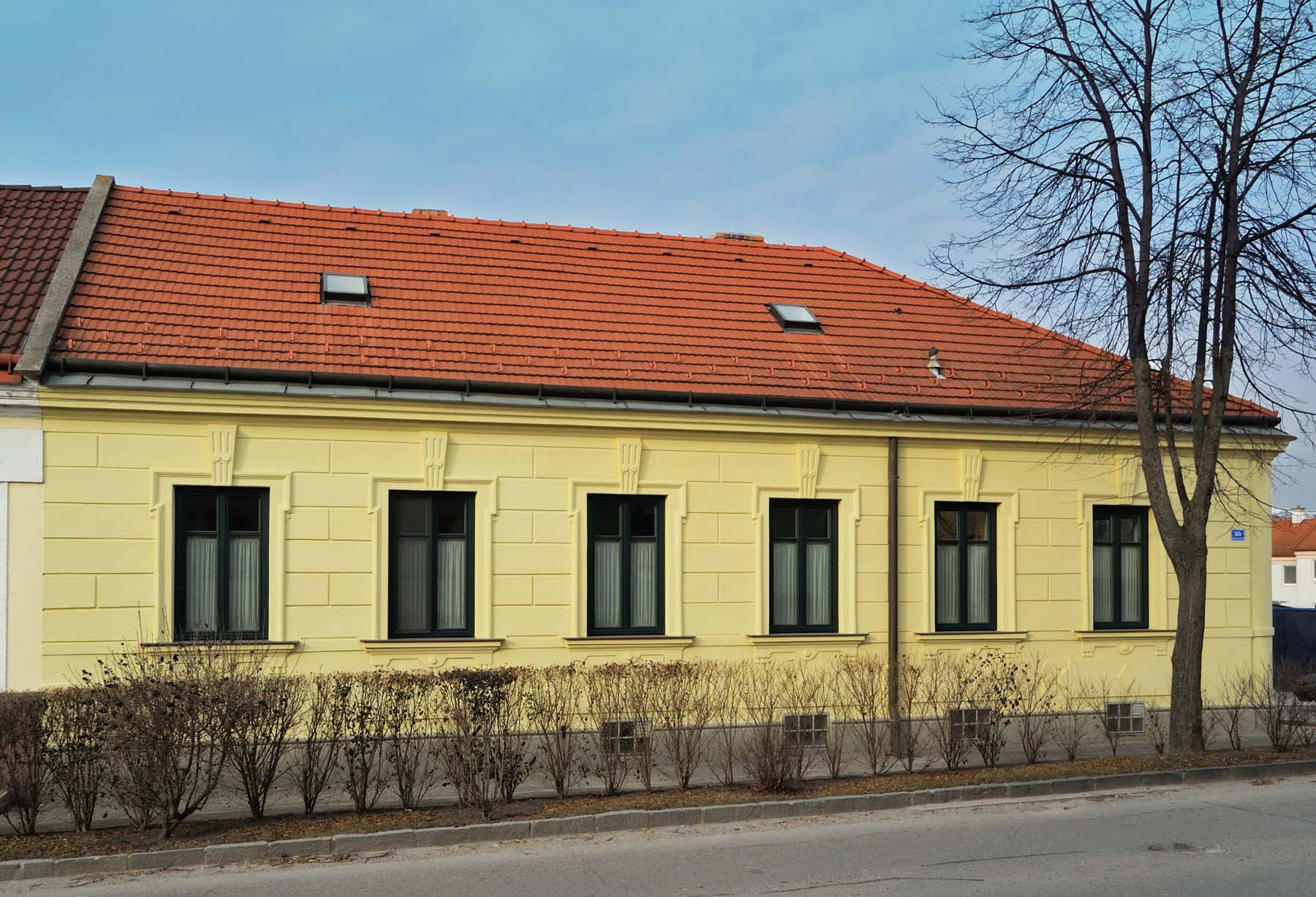
Wohnhaus von Edmund Adler in Mannersdorf am Leithagebirge

Bereits als Kind kam Edmund Adler in die Gegend am Leithagebirge, da seine Eltern mehrere Jahre in Hof am Leithaberge die Sommerfrische verbrachten. Dabei lernte er auch seine spätere Frau, Rosa (Tochter des pensionierten k.u.k.-Leutnants Karl Pankratz) kennen. Anfangs wohnten sie im VII., XVII. und III. Wiener Gemeindebezirk und verbrachten die Sommermonate weiterhin in Hof am Leithaberge. Dort kam am 11. August 1903 Tochter Rosa Magdalena zur Welt (sie verstarb am 18. Oktober 1985). Gustav (* 4. Mai 1905, † 12. März 1907) und Gilbert (* 16. Mai 1908, † 17. Juli 1995), die beiden Söhne, kamen beide in Wien zur Welt. Da er in den Sommermonaten Land und Leute, welche seinen neuen Modelle werden sollten, lieben gelernt hat, wählte er im Frühjahr 1910 Mannersdorf am Leithagebirge zu seiner neuen Heimat.
Im Herbst 1914, zu Beginn des Ersten Weltkriegs, musste der Künstler einrücken und wurde an der Ostfront eingesetzt. Am 24. Dezember 1914 geriet er in russische Kriegsgefangenschaft, in der er bis Ende April 1920 verblieb. In Sibirien war es ihm möglich, mit österreichischen und russischen Künstlern Ausstellungen zu machen. Erst im Juni 1920 kam er mit dem ersten Heimkehrerschiff nach Hause.
Viel Zeit zum Verwirklichen seiner künstlerischen Träume blieb Adler nicht, denn er musste wegen der Hungersnot ungefähr ein Jahr lang Feldarbeit leisten. Daneben begann er die Arbeit an seinen Porträts; z. B.: Jugend und Meine Tochter. Er malte außerdem naturalistische Landschaften (u. a. östliches Niederösterreich, Burgenland), Stillleben und Interieurs. 
Seinen Lebensunterhalt sicherte er durch Auftragsarbeiten für Wiener Kunstgalerien, wie Porträtstudien von Kindern und Kinderszenebildern. Einige dieser Werke signierte er mit dem Synonym Edmund A. Rode.
Am 18. April 1924 starb Adlers Ehefrau Rosa im 46. Lebensjahr, was den Künstler schwer traf. Seine Tochter verzichtete auf eine eigene Familie, um sich ab diesem Zeitpunkt um ihren Vater kümmern zu können. Später gründete sie eine Klavierschule, womit sie viele Jahre lang wesentlich zum Lebensunterhalt beitrug. Nachdem der Künstler 1965 verstorben war, verwaltete sie sein künstlerisches Vermächtnis. Sie lebte in bescheidenen Verhältnissen, doch sie unternahm alles, um die Werke ihres Vaters bekanntzumachen. Was ihr nicht gelang, war der Umbau des Wohnhauses mit Arbeits- und Sterbezimmer als Gedenkstätte für ihren Vater.
Der künstlerische Nachlass Edmund Adlers befindet sich im Besitz der Stadtgemeinde Mannersdorf und wird seit 2006 in der Edmund-Adler-Galerie der Öffentlichkeit präsentiert. In Mannersdorf wurde auch der Edmund Adler-Weg ⊙ nach ihm benannt.

## Werke
- Jugendselbstbildnis Öl/L. um 1900
- Frauenakt im Atelier Öl/L. 1902
- Des Künstlers Gattin mit Fächer Öl/L. um 1900
- Punja Öl/L. um 1920
- Jugend Öl/L. um 1921/22
- Meine Tochter Öl/L. 1923
- Selbstbildnis des Künstlers Öl/L. 1942
- Meine Modelle und ich Öl/L. 1945
- Alte Dorfschmiede in Götzendorf Öl, 1948, Niederösterreichische Landesmuseum[2]
- Kinder mit Vogelkäfig Öl/L. um 1950